# Ernesto Murolo
Ernesto Murolo (Nápoles, 4 de abril de 1876 – Nápoles, 30 de octubre de 1939) fue un poeta, dramaturgo y periodista italiano. Cultivó preferentemente la poesía popular en idioma napolitano y sus composiciones se distinguen por el sentimiento y la gracia al mismo tiempo que por la corrección de estilo. Además escribió teatro: Il impuosto, Signurine y Gente nosta, esta última en colaboración con Libero Bovio.
Conocido por su asociación exitosa con el compositor Ernesto Tagliaferri, compusieron algunas de las más famosas canciones napolitanas. Junto con Salvatore di Giacomo y Libre Bovio fue uno de los arquitectos de la llamada edad de oro de la canción italiana. Fue el padre del cantautor Roberto Murolo.
Su talento versátil le permitió dedicarse a más de una tarea: escribió comedias, que han permanecido en el modelo del teatro de arte napolitano; era periodista y publicó numerosos artículos periodísticos; compuso cientos de poemas.

## Biografía
Ernesto Murolo nació en Nápoles oficialmente del rico comerciante Vincenzo Murolo y Maria Palumbo.
Ernesto quería convertirse en abogado en la Facultad de Derecho. El joven parecía dispuesto a estudiar, pero no mostró ninguna urgencia para llegar a graduarse. Su pasión la dedicó a la poesía, a la necesidad de escribir en verso sentimientos, sensaciones y emociones. Al darse cuenta de esta inclinación por la escritura, el joven Murolo dejó la universidad y entró en el mundo del periodismo para empezar a trabajar con la revista "The Sting". Es en esta revista debutó con 'Una historia' y Roma, un poema publicado en forma de serie.
El joven periodista empezó a tener éxito en la sociedad y ganó la estima de sus colegas. Con Edoardo Nicolardi escribió las primeras canciones: Jett '' o bbeleno en 1901 y 'scuitato O en 1902; Empezó a firmar canciones bajo el seudónimo 'Ruber', por el color de su pelo. El camino al éxito de Ernesto Murolo fue el de la canción napolitana. Al igual que otros autores y poetas de su época, como Ferdinando Di Giacomo y ruso, también quería probar el camino del teatro, en 1905, presentó en 'O' el Teatro Nuovo y mpuosto Lluocchie d '', o poeta. No fue capaz de atraer la atención de los críticos, pero no se desanimó. Volvió a escribir: Adiós mi bella Nápoles Anema hermoso, las Damas famosos, un imán, la familia Pascua, Niny Bijou, Si él dice, John O o muerte y otras comedias que luego recogió en volumen.
Pronto escribió uno de sus más bellos poemas, Pusilleco addiruso, que se publicó por Bideri y fue ganador en Piedigrotta en 1904. Tuvo una gran amistad con Libero Bovio con quien, en 1906, escribió una canción llamada 'Un furastiera; En 1911 se publicó Ah! L 'ammore hace que ffa'! y fue contratado por el editor Polyphon, cuyo director era Ferdinando Russo. Con Pusilleco Pusi Murolo ahora se caracteriza como el 'poeta de Posillipo'.
1908 fue un año crucial para el autor. Dos años antes había cambiado el diario, desde "El aguijón" a "Monseñor Perelli', en el que publicó, todavía bajo el nombre de Ruber, algunas coplas satíricas que fueron recibidas inicialmente con sorpresa pero luego conquistaron rápidamente el pleno consentimiento del lectores y aumento su popularidad. La muerte de su padre le enfrentó con un grupo de parientes que aspiraban a su gran herencia. Tras el conflicto con ellos, hubo un proceso que terminó en 1908 en favor de Murolo. El poeta consiguió tener una gran cantidad de dinero y cambiar su estilo de vida. En ese mismo año conoció y se casó con la hija de un pintor de Livorno, el veinticinco por Lia Cavalli, con la que tuvo siete hijos. De éstos, el penúltimo fue el famoso Roberto que dedicó su carrera al redescubrimiento de canciones napolitanas.
En 1914 el poeta accedió al teatro con el puesto de director artístico de la compañía anterior Gennaro Pantalena. La nueva posición, sin embargo, no eliminó en Murolo por su pasión por la canción. Esto condujo, de hecho, los grandes éxitos: en 1916 Pusilleco dormido y al año siguiente Nuttata napulitana, 'O surdato' y mala vida y gente pequeña'.
En los últimos diez años de su vida, agotada la a herencia del padre, tuvo que trabajar para satisfacer las necesidades de la familia. Así comenzó la colaboración con Radio Nápoles, donde se refirió a los eventos artísticos y leyó sus poemas nuevos.
En abril de 1932 fue el creador de lo que muchos han llamado el primer festival de San Remo, organizado y dirigido a las canciones napolitanas de los siglos XVIII, XIX y XX, realizado por cantantes napolitanos y con la orquesta dirigida por el maestro Ernesto Tagliaferri. En la exposición, que tuvo lugar en el Casino Municipal de San Remo, se le dio el nombre de "Festival de la canción napolitana, las tradiciones y costumbres."
Posteriormente Murolo volvió a trabajar en el teatro. En 1935 puso en escena una obra de teatro, "nuestro pueblo", que escribió con Libero Bovio, y fue autor y director del popular personaje dramatizado. En el curso de este trabajo, sin embargo, el artista enfermó y se retiraró a su casa en el Vomero, donde murió el 30 de octubre de, 1939.

### Poesía
Murolo fue el gran continuador de la tradición de la poesía napolitana que se basa en la disciplina y refinamiento métrica y verbal. La poesía del dialecto napolitano es la poesía de los escritores, conocedores profundos y expertos explotadores de todos sus recursos. La poesía de Murolo es pictórica y visual, sus temas se centran en el amor y en los paisajes napolitanos. Los más referidos son el Vesubio, Posillipo, la Camaldoli, San Martín y Piedigrotta.
Sus poemas reflejan la ligereza, la alegría de la vida y el sabor de las cosas pequeñas. Carmelo Pittari afirma que el secreto del éxito de Ernesto Murolo está en el tema "carpe diem".

### Los primeros éxitos
En el mismo período logró su primer éxito con la escritura de Edoardo Nicolardi Jett'o bbeleno (1901) y scuitato O (1902) y que presenta en el Piedigrotta Pusilleco addiruso canción con música Salvatore Gambardella (1904).
En 1906 escribió un furastiera con Libero Bovio. Una canción para que usted y despedida a Napulè con Ernesto De Curtis
Después de la muerte de su padre y peleas con sus familiares, se hizo muy rico y decidió dejar el trabajo de un periodista para dedicarse a liberar el poeta.
En llena de café-concierto, también tuvo éxito con las mujeres, casarse con la joven Lia Cavalli, hija de un pintor de la Toscana, con la que tuvo siete hijos, de los cuales el penúltimo fue el famoso Roberto, a principios del siglo XX, Nápoles, que se dedica carrera al redescubrimiento de canciones napolitanas.
En pocos años, entre un grande y una vida familiar feliz, Murolo desperdició casi la totalidad de sus activos, pero en esos años trabajó con músicos de renombre napolitanos, escribiendo la letra de algunas de las canciones más bellas, como Tarantelluccia ( 1907), Te scurdata sí 'y Napule (1912), un primma' nnammurata (1917), Mandulinata un Napule (1921), monja me Sceta (1930) y Adduormete mme cúbicos (1932).

### La adhesión al fascismo
En 1925 fue uno de los firmantes del Manifiesto de los intelectuales fascistas, escrito por Giovanni Gentile.
Uniendo arte Ernesto Tagliaferri, que duró más de 16 años, fue llevado a la vanguardia de la escena del arte napolitano quizás la época de mayor esplendor.

### Un teatro
En 1935 se produjo el teatro La gente Nostra, un texto escrito por Libero Bovio y se dispuso para un viaje de Puglia, pero cayó enfermo en Foggia, tuvo que volver a Nápoles, donde murió en su casa en el Vomero a través de Cimarosa 30 de octubre de 1939. Fue enterrado en cementerio de Poggioreale en Nápoles.